# Potvorice
Potvorice (hongrois : Patvaróc) est un village de Slovaquie situé dans la région de Trenčín.

## Histoire
La première mention écrite du village date de 1263.

## Démographie

### Évolution de la population
| Année:               | 1994. | 2004.   | 2014.   | 2024.    |
| -------------------- | ----- | ------- | ------- | -------- |
| Nombre de personnes: | 528   | 561     | 609     | 714      |
| Différence:          |       | +6,25 % | +8,55 % | +17,24 % |

| Année:               | 2023. | 2024.   |
| -------------------- | ----- | ------- |
| Nombre de personnes: | 707   | 714     |
| Différence:          |       | +0,99 % |